# Bobrowniki (Cuyavia y Pomerania)
Bobrowniki (pronunciación en polaco: /bɔbrɔvˈniki/; en alemán: Beberen) es un pueblo en el Distrito de Lipno, Voivodato de Cuyavia y Pomerania, en el norte de Polonia. Es la sede del gmina (distrito administrativo) llamado Gmina Bobrowniki. Se encuentra aproximadamente 17 kilómetros al sudoeste de Lipno y 37 kilómetros al sudeste de Toruń. En la Edad Media el pueblo era uno de los centros de la Tierra de Dobrzyń.
El pueblo contiene ruinas del castillo, construido al final del siglo XIV por los Caballeros Teutónicos en el sitio de un gród polaco. 

El pueblo tiene una población de 980 habitantes.